# Aliaksei Tsapik
Aliaksei Tsapik (né le 4 août 1988) est un athlète biélorusse, spécialiste du triple saut.

## Biographie
Aliaksei Tsapik remporte la médaille de bronze du triple saut à l'occasion des Championnats d'Europe d'Helsinki, terminant derrière l'Italien Fabrizio Donato et l'Ukrainien Sheryf El-Sheryf. Il établit la marque de 16,97 m à son deuxième essai mais cette performance n'est pas homologuée en tant que record personnel en raison d'un vent supérieur à la limite autorisée (+3,8 m/s). Dzmitry Platnitski lui est préféré alors qu'ils disposent tous deux du minima B pour aller aux Jeux olympiques de Londres et malgré sa médaille européenne.

### Palmarès
| Date | Compétition           | Lieu     | Résultat | Performance        |
| ---- | --------------------- | -------- | -------- | ------------------ |
| 2012 | Championnats d'Europe | Helsinki | 3e       | 16,97 m (+3,8 m/s) |

### Records
| Épreuve     | Épreuve      | Performance | Lieu     | Date            |
| ----------- | ------------ | ----------- | -------- | --------------- |
| Triple saut | En plein air | 16,82 m     | Brest    | 25 mai 2012     |
| Triple saut | En salle     | 16,86 m     | Moguilev | 26 février 2012 |